# Heimgang-Mariens-Kirche (Aleppo)

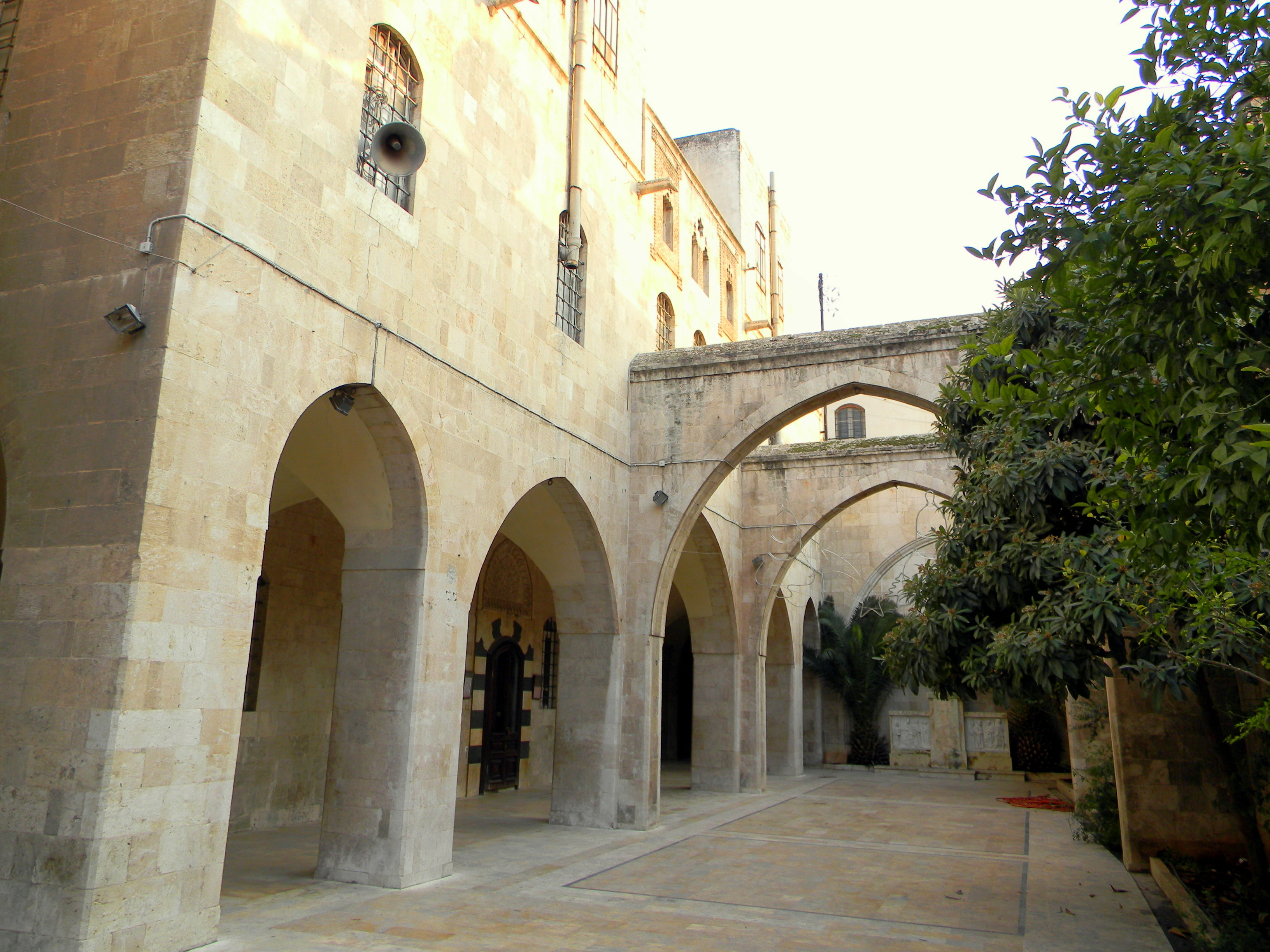
Die Kirche mit den Arkaden

Die Heimgang-Mariens-Kirche oder Notre-Dame von Aleppo (arabisch كنيسة السيدة للروم الكاثوليك Kanisa as-Sayida ar-Rum al-Kathulik) ist eine Kirche der melkitischen griechisch-katholischen Kirche in al-Dschudaide, dem christlichen Viertel der syrischen Stadt Aleppo. Sie dient als Kathedrale der melkitischen Erzeparchie Aleppo. Nach Beschädigung im Bürgerkrieg wurde sie im April 2019 wiedereröffnet.

## Geschichte
Die melkitische Kathedrale Aleppos wurde in Dschudaide in den Jahren von 1834 bis 1843 errichtet, nachdem der osmanische Sultan Mahmud II. im Zuge der Tanzimât-Erneuerungen 1830 Beschränkungen wie das Verbot der Neuerrichtung von Kirchen im Osmanischen Reich aufgehoben hatte.
Ende 2013 im Bürgerkrieg in Syrien wurden das Dach, die Kuppel und die Sakristei der Heimgang-Mariens-Kirche durch Beschuss islamistischer Rebellen beschädigt und die Kirche so unbenutzbar. Ein Priester wurde dabei schwer verletzt. In der Folge verließen viele Gläubige die Stadt: Lebten vor dem Krieg noch 18.000 Melkiten in Aleppo, so waren es 2015 nach Angaben des Patriarchats nur noch rund 12.000. 2018 begannen Restaurierungsarbeiten. Am 23. April 2019 wurde die Kathedrale wiedereröffnet und vom Patriarchen Youssef Absi konsekriert.